# Ortaffa
Ortaffa  est une commune française située dans l'est du département des Pyrénées-Orientales en région Occitanie. Ses habitants sont appelés les Ortaffanencs. Sur le plan historique et culturel, la commune est dans le Roussillon, une ancienne province du royaume de France, qui a existé de 1659 jusqu'en 1790 et qui recouvrait les trois vigueries du Roussillon, du Conflent et de Cerdagne.
Exposée à un climat méditerranéen, elle est drainée par le Tech, le ruisseau du Dilouby. La commune possède un patrimoine naturel remarquable : un site Natura 2000 (« le Tech ») et deux zones naturelles d'intérêt écologique, faunistique et floristique.
Ortaffa est une commune rurale qui compte 1 889 habitants en 2022, après avoir connu une forte hausse de la population depuis 1962.  Elle fait partie de l'aire d'attraction de Perpignan. Ses habitants sont appelés les Ortaffanéncs ou  Ortaffanéncques.

## Géographie

### Localisation
La commune d'Ortaffa se trouve dans le département des Pyrénées-Orientales, en région Occitanie.
Elle se situe à 13 km à vol d'oiseau de Perpignan, préfecture du département, à 17 km de Céret, sous-préfecture, et à 4 km d'Elne, bureau centralisateur du canton de la Plaine d'Illibéris dont dépend la commune depuis 2015 pour les élections départementales.
La commune fait en outre partie du bassin de vie de Saint-Cyprien.
Les communes les plus proches sont : 
Brouilla (2,3 km), Palau-del-Vidre (3,1 km), Montescot (3,2 km), Bages (3,7 km), Saint-Génis-des-Fontaines (4,3 km), Elne (4,4 km), Saint-Jean-Lasseille (4,8 km), Banyuls-dels-Aspres (5,0 km).
Sur le plan historique et culturel, Ortaffa fait partie de l'ancienne province du royaume de France, le Roussillon, qui a existé de 1659 jusqu'à la création du département des Pyrénées-Orientales en 1790 et qui recouvrait les trois vigueries du Roussillon, du Conflent et de Cerdagne.
| Bages    |                           | Elne            |
| Brouilla | Ortaffa                   | Palau-del-Vidre |
|          | Saint-Génis-des-Fontaines |                 |

### Géologie et relief
La commune est classée en zone de sismicité 3, correspondant à une sismicité modérée.On peut y voir le Canigou car il est très proche

### Climat
Pour des articles plus généraux, voir Climat de l'Occitanie et Climat des Pyrénées-Orientales.
En 2010, le climat de la commune est de type climat méditerranéen franc, selon une étude du CNRS s'appuyant sur une série de données couvrant la période 1971-2000. En 2020, Météo-France publie une typologie des climats de la France métropolitaine dans laquelle la commune est exposée à un climat méditerranéen et est dans la région climatique Provence, Languedoc-Roussillon, caractérisée par une pluviométrie faible en été, un très bon ensoleillement (2 600 h/an), un été chaud (21,5 °C), un air très sec en été, sec en toutes saisons, des vents forts (fréquence de 40 à 50 % de vents > 5 m/s) et peu de brouillards.
Pour la période 1971-2000, la température annuelle moyenne est de 15,1 °C, avec une amplitude thermique annuelle de 15,5 °C. Le cumul annuel moyen de précipitations est de 668 mm, avec 4,6 jours de précipitations en janvier et 2,8 jours en juillet. Pour la période 1991-2020, la température moyenne annuelle observée sur la station météorologique la plus proche, située sur la commune de Perpignan à 13 km à vol d'oiseau, est de 16,0 °C et le cumul annuel moyen de précipitations est de 578,3 mm,. Pour l'avenir, les paramètres climatiques de la commune estimés pour 2050 selon différents scénarios d’émission de gaz à effet de serre sont consultables sur un site dédié publié par Météo-France en novembre 2022.

### Milieux naturels et biodiversité

#### Réseau Natura 2000

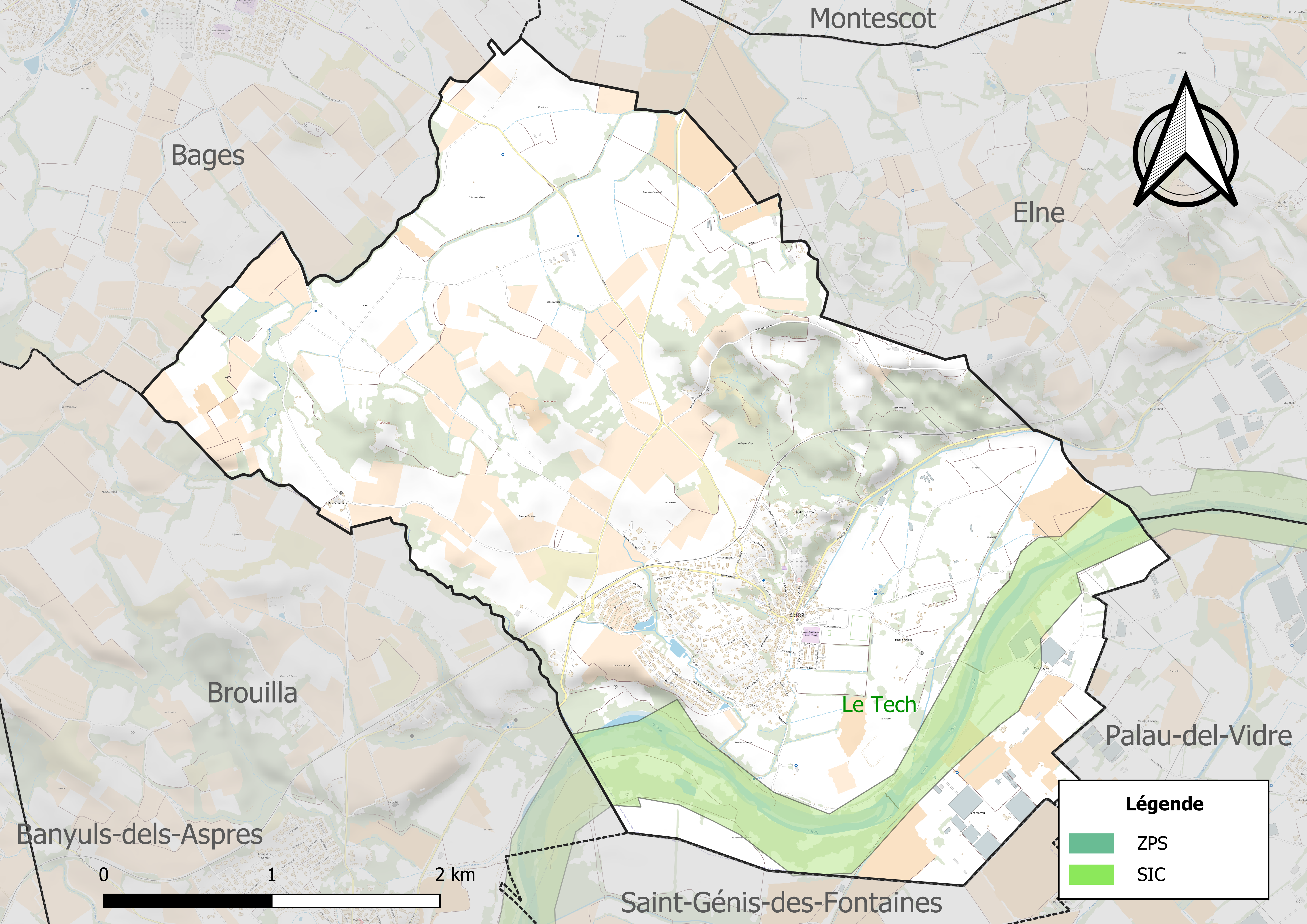
Site Natura 2000 sur le territoire communal.

Le réseau Natura 2000 est un réseau écologique européen de sites naturels d'intérêt écologique élaboré à partir des directives habitats et oiseaux, constitué de zones spéciales de conservation (ZSC) et de zones de protection spéciale (ZPS).
Un site Natura 2000 a été défini sur la commune au titre de la directive habitats : « le Tech », d'une superficie de 1 467 ha, hébergeant le Barbeau méridional qui présente une très grande variabilité génétique dans tout le bassin versant du Tech. Le haut du bassin est en outre colonisé par le Desman des Pyrénées.

#### Zones naturelles d'intérêt écologique, faunistique et floristique
L’inventaire des zones naturelles d'intérêt écologique, faunistique et floristique (ZNIEFF) a pour objectif de réaliser une couverture des zones les plus intéressantes sur le plan écologique, essentiellement dans la perspective d’améliorer la connaissance du patrimoine naturel national et de fournir aux différents décideurs un outil d’aide à la prise en compte de l’environnement dans l’aménagement du territoire.
Une ZNIEFF de type 1 est recensée sur la commune :
la « vallée du Tech de Céret à Ortaffa » (611 ha), couvrant 10 communes du département et une ZNIEFF de type 2, : 
la « rivière le Tech » (933 ha), couvrant 14 communes du département.

Carte des ZNIEFF de type 1 et 2 à Ortaffa.
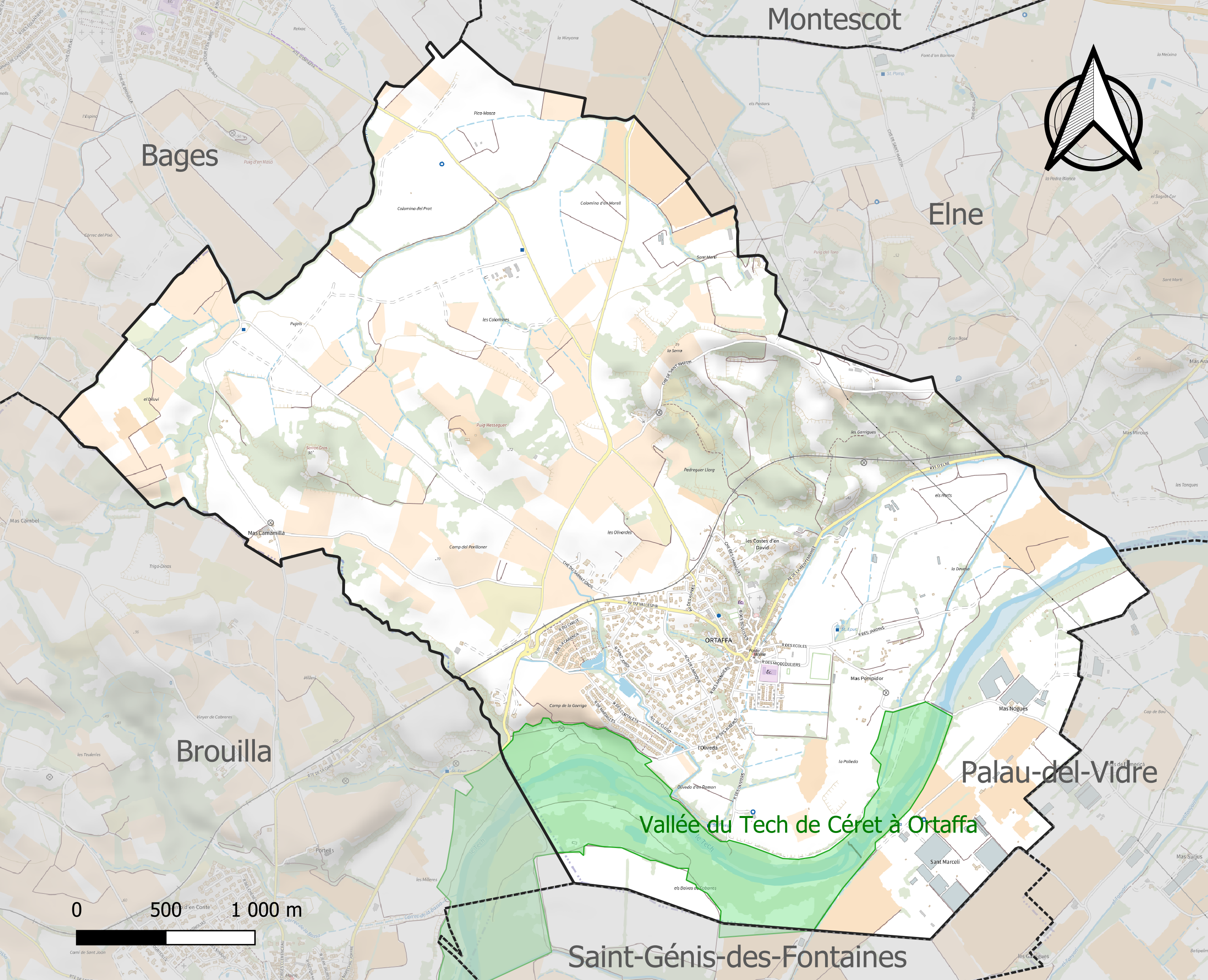
Carte de la ZNIEFF de type 1 sur la commune.
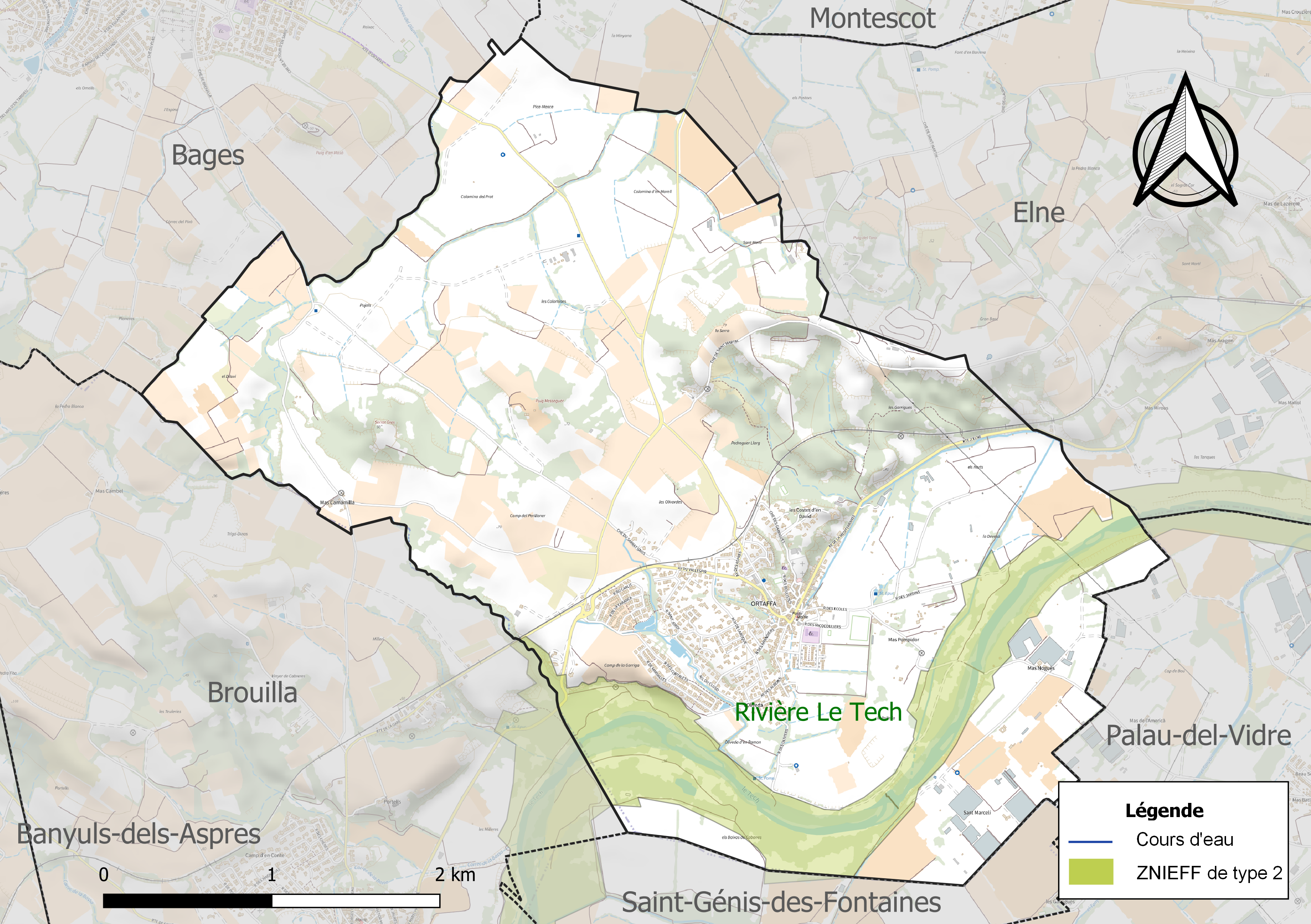
Carte de la ZNIEFF de type 2 sur la commune.

## Urbanisme

### Typologie
Au 1er janvier 2024, Ortaffa est catégorisée bourg rural, selon la nouvelle grille communale de densité à sept niveaux définie par l'Insee en 2022.
Elle est située hors unité urbaine. Par ailleurs la commune fait partie de l'aire d'attraction de Perpignan, dont elle est une commune de la couronne,. Cette aire, qui regroupe 118 communes, est catégorisée dans les aires de 200 000 à moins de 700 000 habitants,.

### Occupation des sols
L'occupation des sols de la commune, telle qu'elle ressort de la base de données européenne d’occupation biophysique des sols Corine Land Cover (CLC), est marquée par l'importance des territoires agricoles (77,9 % en 2018), en diminution par rapport à 1990 (90,7 %). La répartition détaillée en 2018 est la suivante : 
cultures permanentes (43,5 %), zones agricoles hétérogènes (32,6 %), zones industrielles ou commerciales et réseaux de communication (10,1 %), zones urbanisées (7,5 %), forêts (4,5 %), terres arables (1,8 %). L'évolution de l’occupation des sols de la commune et de ses infrastructures peut être observée sur les différentes représentations cartographiques du territoire : la carte de Cassini (XVIIIe siècle), la carte d'état-major (1820-1866) et les cartes ou photos aériennes de l'IGN pour la période actuelle (1950 à aujourd'hui).

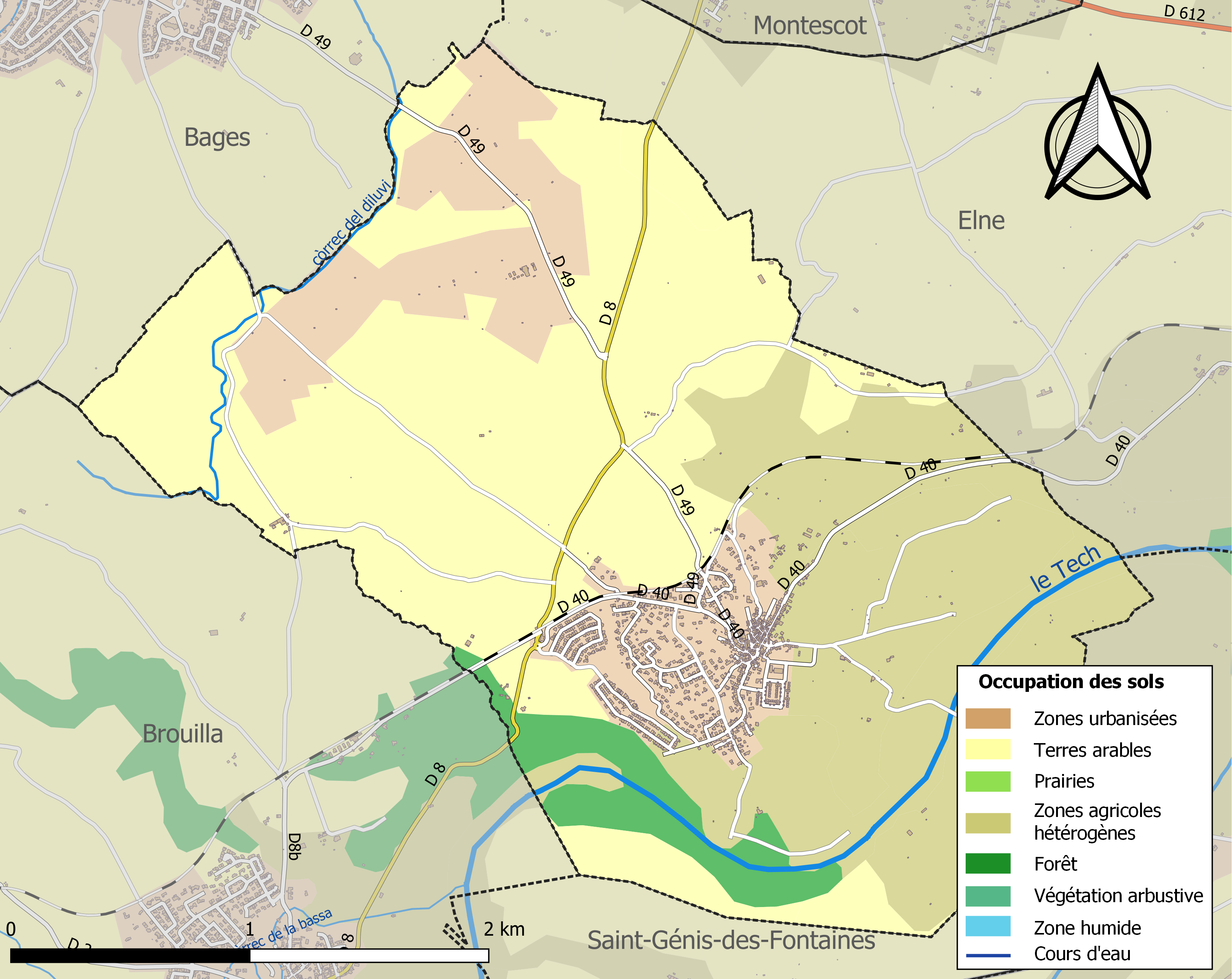
Carte des infrastructures et de l'occupation des sols de la commune en 2018 (CLC).

### Voies de communication et transports
La ligne 573 du réseau régional liO relie la commune à la gare de Perpignan depuis Brouilla.

### Risques majeurs
Le territoire de la commune d'Ortaffa est vulnérable à différents aléas naturels : inondations, climatiques (grand froid ou canicule), mouvements de terrains et séisme (sismicité modérée),.
Certaines parties du territoire communal sont susceptibles d’être affectées par le risque d’inondation par crue torrentielle de cours d'eau du bassin du Tech.
Les mouvements de terrains susceptibles de se produire sur la commune sont soit des mouvements liés au retrait-gonflement des argiles, soit des glissements de terrains. Une cartographie nationale de l'aléa retrait-gonflement des argiles permet de connaître les sols argileux ou marneux susceptibles vis-à-vis de ce phénomène.
Ces risques naturels sont pris en compte dans l'aménagement du territoire de la commune par le biais d'un plan de prévention des risques inondations et mouvements de terrains.

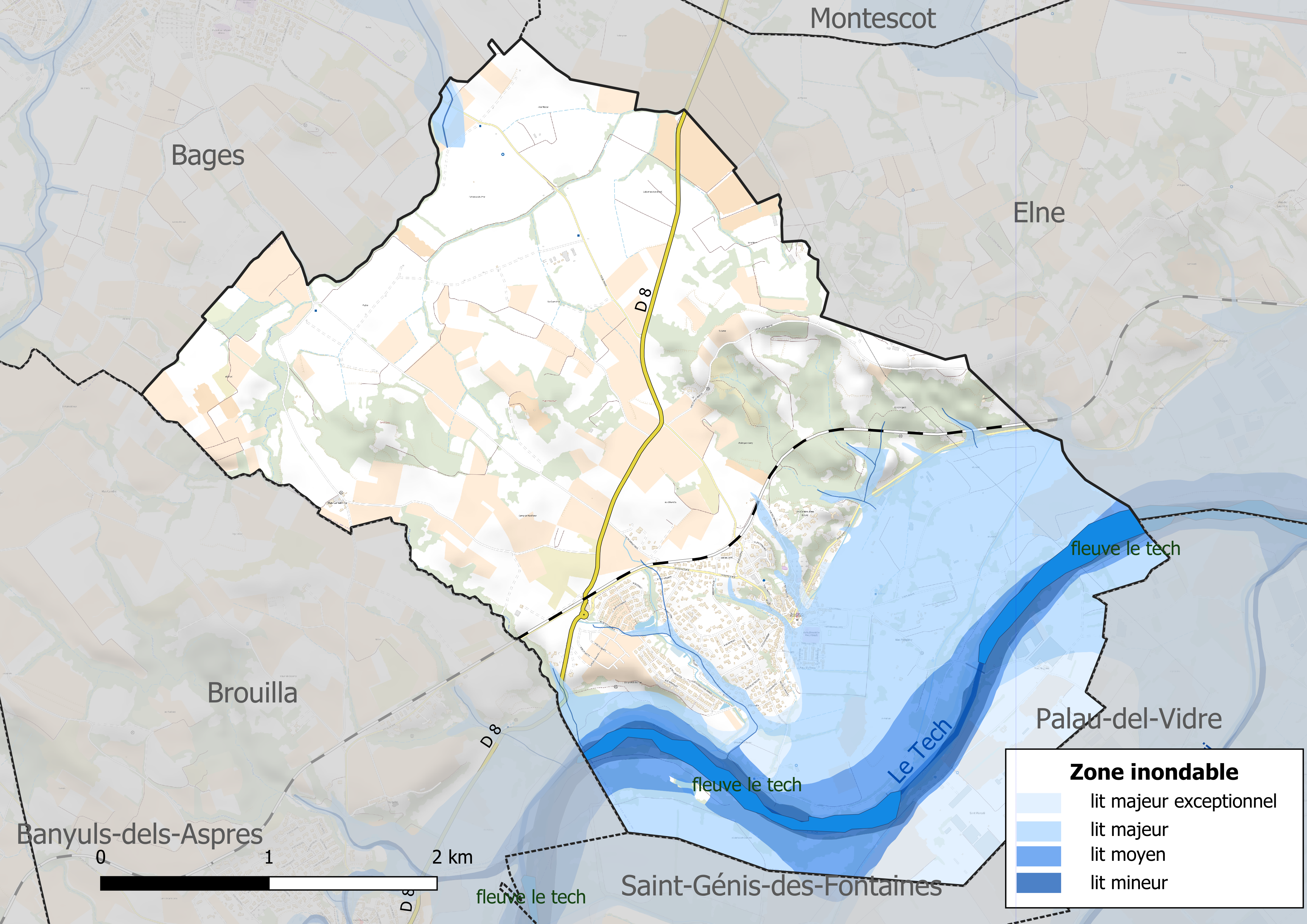
Carte des zones inondables.
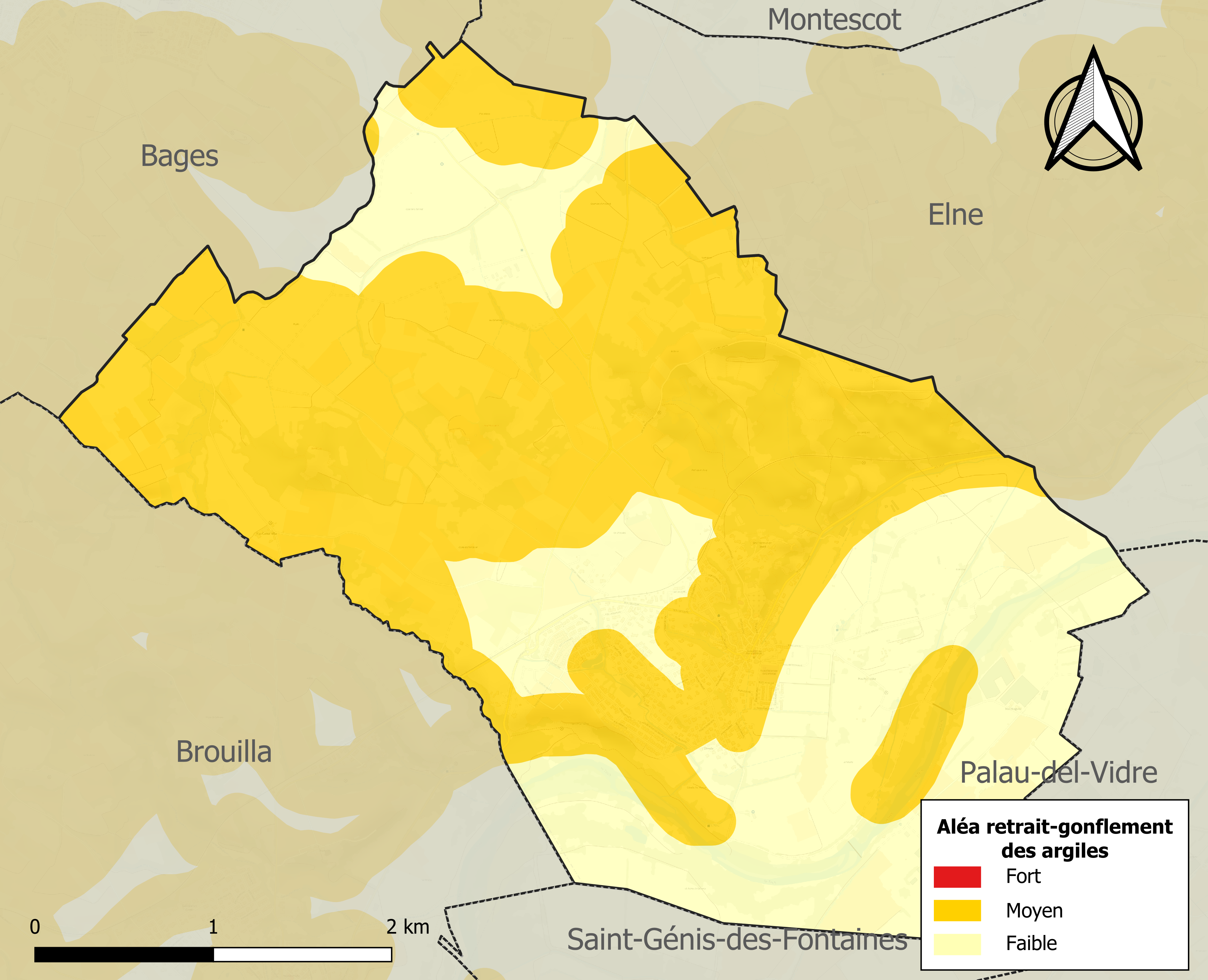
Carte des zones d'aléa retrait-gonflement des argiles.

## Toponymie
Formes anciennes
Le nom de Ortafà est cité pour la première fois dans un acte du 20 décembre 913. On trouve au IXe siècle la forme Ortafanum, puis au XIe siècle les formes Hortafanum, Ortafanum et Ortafa.
En catalan, le nom de la commune est Ortafà.
Étymologie
Il a été suggéré que le nom pourrait être un assemblage des termes latins hortus (jardin) et fanum (temple), mais aussi être issu du nom de personne Octavus ou Octavius suivi du suffixe -anum. Mais la première hypothèse aurait plutôt dû aboutir à Orfà et la deuxième à Octafà, Octaua ou Otavà. Il semble plus probable que hortus ait été utilisé dans le sens médiéval pour désigner un domaine, suivi d'un nom de personne, soit ici hortus Affanus, du nom Afà ou Tafà.

## Histoire
Le 1er janvier 2014, la Communauté de communes du secteur d'Illibéris est dissoute et intégrée dans la Communauté de communes des Albères et de la Côte Vermeille, intégrant de fait Ortaffa. À Ortaffa vous trouverez aussi son clocher qui le symbolise, mais aussi son château.

## Politique et administration

### Liste des maires
| Période | Période  | Identité          | Étiquette | Qualité |
| ------- | -------- | ----------------- | --------- | ------- |
| 1790    | 1791     | Pierre Surjus     |           |         |
| 1791    | 1792     | Joseph Vignetirs  |           |         |
| 1792    | 1797     | Jean Roquerre     |           |         |
| 1797    | 1804     | Joseph Vignetirs  |           |         |
| 1804    | 1821     | Étienne Raingaut  |           |         |
| 1821    | 1831     | Barthélémy Carrol |           |         |
| 1831    | 1835     | Jacques Carbonel  |           |         |
| 1835    | 1848     | Barthélémy Carrol |           |         |
| 1848    | 1853     | André Marin       |           |         |
| 1853    | 1853     | Pierre Gras       |           |         |
| 1853    | 1870     | Jacques Carbonel  |           |         |
| 1870    | 1871     | Jacques Durand    |           |         |
| 1871    | 1874     | André Marty       |           |         |
| 1874    | 1876     | André Rous        |           |         |
| 1876    | 1880     | Paul Durand       |           |         |
| 1880    | 1881     | Honoré Sabiude    |           |         |
| 1881    | 1888     | Pierre Sahonet    |           |         |
| 1888    | 1900     | Sauveur Male      |           |         |
| 1900    | 1906     | Jean Dounyach     |           |         |
| 1906    | 1911     | Pierre Crabis     |           |         |
| 1911    | 1912     | François Sabiude  |           |         |
| 1912    | 1915     | Pierre Crabis     |           |         |
| 1915    | 1919     | Joseph Estebe     |           |         |
| 1919    | 1925     | Jean Bertrand     |           |         |
| 1925    | 1935     | Paul Lacreu       |           |         |
| 1935    | 1955     | André Ros         |           |         |
| 1955    | 1971     | Camille Bertrand  |           |         |
| 1971    | 1986     | Noël Degourie     |           |         |
| 1986    | En cours | Raymond Pla ,     | PRG       |         |

## Population et société

### Démographie ancienne
La population est exprimée en nombre de feux (f) ou d'habitants (H).
| 1365 | 1378 | 1470 | 1515 | 1553 | 1643 | 1709 | 1720 | 1767  |
| ---- | ---- | ---- | ---- | ---- | ---- | ---- | ---- | ----- |
| 34 f | 19 f | 15 f | 16 f | 6 f  | 25 f | 21 f | 23 f | 130 H |

| 1774  | 1789 | 1790  | - | - | - | - | - | - |
| ----- | ---- | ----- | - | - | - | - | - | - |
| 165 H | 38 f | 138 H | - | - | - | - | - | - |

### Démographie contemporaine
L'évolution du nombre d'habitants est connue à travers les recensements de la population effectués dans la commune depuis 1793. Pour les communes de moins de 10 000 habitants, une enquête de recensement portant sur toute la population est réalisée tous les cinq ans, les populations de référence des années intermédiaires étant quant à elles estimées par interpolation ou extrapolation. Pour la commune, le premier recensement exhaustif entrant dans le cadre du nouveau dispositif a été réalisé en 2008.

En 2022, la commune comptait 1 889 habitants, en évolution de +32,47 % par rapport à 2016 (Pyrénées-Orientales : +3,92 %, France hors Mayotte : +2,11 %).
| 1793 | 1800 | 1806 | 1821 | 1831 | 1836 | 1841 | 1846 | 1851 |
| ---- | ---- | ---- | ---- | ---- | ---- | ---- | ---- | ---- |
| 137  | 145  | 160  | 216  | 234  | 240  | 323  | 333  | 335  |

| 1856 | 1861 | 1866 | 1872 | 1876 | 1881 | 1886 | 1891 | 1896 |
| ---- | ---- | ---- | ---- | ---- | ---- | ---- | ---- | ---- |
| 363  | 366  | 387  | 403  | 409  | 483  | 594  | 560  | 592  |

| 1901 | 1906 | 1911 | 1921 | 1926 | 1931 | 1936 | 1946 | 1954 |
| ---- | ---- | ---- | ---- | ---- | ---- | ---- | ---- | ---- |
| 612  | 573  | 605  | 608  | 517  | 551  | 573  | 499  | 512  |

| 1962 | 1968 | 1975 | 1982 | 1990 | 1999  | 2006  | 2008  | 2013  |
| ---- | ---- | ---- | ---- | ---- | ----- | ----- | ----- | ----- |
| 514  | 534  | 606  | 636  | 803  | 1 093 | 1 261 | 1 309 | 1 245 |

| 2018  | 2022  | - | - | - | - | - | - | - |
| ----- | ----- | - | - | - | - | - | - | - |
| 1 537 | 1 889 | - | - | - | - | - | - | - |

| selon la population municipale des années : | 1968 | 1975 | 1982 | 1990 | 1999 | 2006 | 2009 | 2013 |
| Rang de la commune dans le département      | 87   | 77   | 83   | 78   | 72   | 72   | 68   | 73   |
| Nombre de communes du département           | 232  | 217  | 220  | 225  | 226  | 226  | 226  | 226  |

### Manifestations culturelles et festivités
- Fêtes patronales : 11 septembre et 29 décembre[43].

## Économie

### Revenus
En 2018, la commune compte 642 ménages fiscaux, regroupant 1 524 personnes. La médiane du revenu disponible par unité de consommation est de 19 650 € (19 350 € dans le département).

### Emploi
|                | 2008   | 2013   | 2018   |
| -------------- | ------ | ------ | ------ |
| Commune        | 9,6 %  | 11,3 % | 9,9 %  |
| Département    | 10,3 % | 12,9 % | 13,3 % |
| France entière | 8,3 %  | 10 %   | 10 %   |

En 2018, la population âgée de 15 à 64 ans s'élève à 909 personnes, parmi lesquelles on compte 74,4 % d'actifs (64,5 % ayant un emploi et 9,9 % de chômeurs) et 25,6 % d'inactifs,. En  2018, le taux de chômage communal (au sens du recensement) des 15-64 ans est inférieur à celui de la France et du département, alors qu'en 2008 il était supérieur à celui de la France.
La commune fait partie de la couronne de l'aire d'attraction de Perpignan, du fait qu'au moins 15 % des actifs travaillent dans le pôle,. Elle compte 138 emplois en 2018, contre 135 en 2013 et 109 en 2008. Le nombre d'actifs ayant un emploi résidant dans la commune est de 594, soit un indicateur de concentration d'emploi de 23,3 % et un taux d'activité parmi les 15 ans ou plus de 56,2 %.
Sur ces 594 actifs de 15 ans ou plus ayant un emploi, 89 travaillent dans la commune, soit 15 % des habitants. Pour se rendre au travail, 88,7 % des habitants utilisent un véhicule personnel ou de fonction à quatre roues, 1,3 % les transports en commun, 6,6 % s'y rendent en deux-roues, à vélo ou à pied et 3,4 % n'ont pas besoin de transport (travail au domicile).

### Activités hors agriculture

#### Secteurs d'activités
106 établissements sont implantés  à Ortaffa au 31 décembre 2019. Le tableau ci-dessous en détaille le nombre par secteur d'activité et compare les ratios avec ceux du département,.
| Secteur d'activité                                                                                        | Commune | Commune | Département |
| Secteur d'activité                                                                                        | Nombre  | %       | %           |
| --- | ------- | ------- | ----------- |
| Ensemble                                                                                                  | 106     | 100 %   | (100 %)     |
| Industrie manufacturière, industries extractives et autres                                                | 10      | 9,4 %   | (8,7 %)     |
| Construction                                                                                              | 24      | 22,6 %  | (14,3 %)    |
| Commerce de gros et de détail, transports, hébergement et restauration                                    | 23      | 21,7 %  | (30,5 %)    |
| Information et communication                                                                              | 2       | 1,9 %   | (1,9 %)     |
| Activités financières et d'assurance                                                                      | 3       | 2,8 %   | (3 %)       |
| Activités immobilières                                                                                    | 4       | 3,8 %   | (6,2 %)     |
| Activités spécialisées, scientifiques et techniques et activités de services administratifs et de soutien | 13      | 12,3 %  | (13 %)      |
| Administration publique, enseignement, santé humaine et action sociale                                    | 12      | 11,3 %  | (13,9 %)    |
| Autres activités de services                                                                              | 15      | 14,2 %  | (8,5 %)     |

Le secteur de la construction est prépondérant sur la commune puisqu'il représente 22,6 % du nombre total d'établissements de la commune (24 sur les 106 entreprises implantées  à Ortaffa), contre 14,3 % au niveau départemental.

#### Entreprises et commerces
Les cinq entreprises ayant leur siège social sur le territoire communal qui génèrent le plus de chiffre d'affaires en 2020 sont : 
- Lafont, restauration de type rapide (528 k€)
- SARL Rotisserie Fabrice, charcuterie (311 k€)
- Lafont Bâtiments & Travaux Publics, travaux de terrassement courants et travaux préparatoires (306 k€)
- SARL Lafont Volailles, transformation et conservation de la viande de volaille (254 k€)
- Lafont Energie, production d'électricité (23 k€)

Une centrale photovoltaïque couvrant 87 ha va être construite en 2013, pour une puissance de 25 MWc. Les mesures compensatoires portent sur des vignes, pâturages et ruches. La commune compte plusieurs exploitants agricoles.

### Agriculture
La commune est dans la « plaine du Roussillon », une petite région agricole occupant la bande côtière et une grande partie centrale du département des Pyrénées-Orientales. En 2020, l'orientation technico-économique de l'agriculture  sur la commune est la polyculture et/ou le polyélevage.
|               | 1988 | 2000 | 2010 | 2020 |
| ------------- | ---- | ---- | ---- | ---- |
| Exploitations | 58   | 23   | 10   | 16   |
| SAU (ha)      | 264  | 125  | 26   | 165  |

Le nombre d'exploitations agricoles en activité et ayant leur siège dans la commune est passé de 58 lors du recensement agricole de 1988  à 23 en 2000 puis à 10 en 2010 et enfin à 16 en 2020, soit une baisse de 72 % en 32 ans. Le même mouvement est observé à l'échelle du département qui a perdu pendant cette période 73 % de ses exploitations,. La surface agricole utilisée sur la commune a également diminué, passant de 264 ha en 1988 à 165 ha en 2020. Parallèlement la surface agricole utilisée moyenne par exploitation a augmenté, passant de 5 à 10 ha.

## Culture locale et patrimoine

### Monument et lieux touristiques
- L'église paroissiale Sainte-Eugénie remonte au XIIe siècle. Elle présente d'importants éléments d'architecture romane : fenêtre en plein cintre sur la façade ouest, dominée par un clocher-mur, et une abside semi-circulaire ornée de grands arcs aveugles. Elle se dresse à côté du cimetière, sur une petite colline dominant le village et faisant face au château[51]. L'Extérieur de l'abside a été inscrite au titre des monuments historiques en 1964[52].

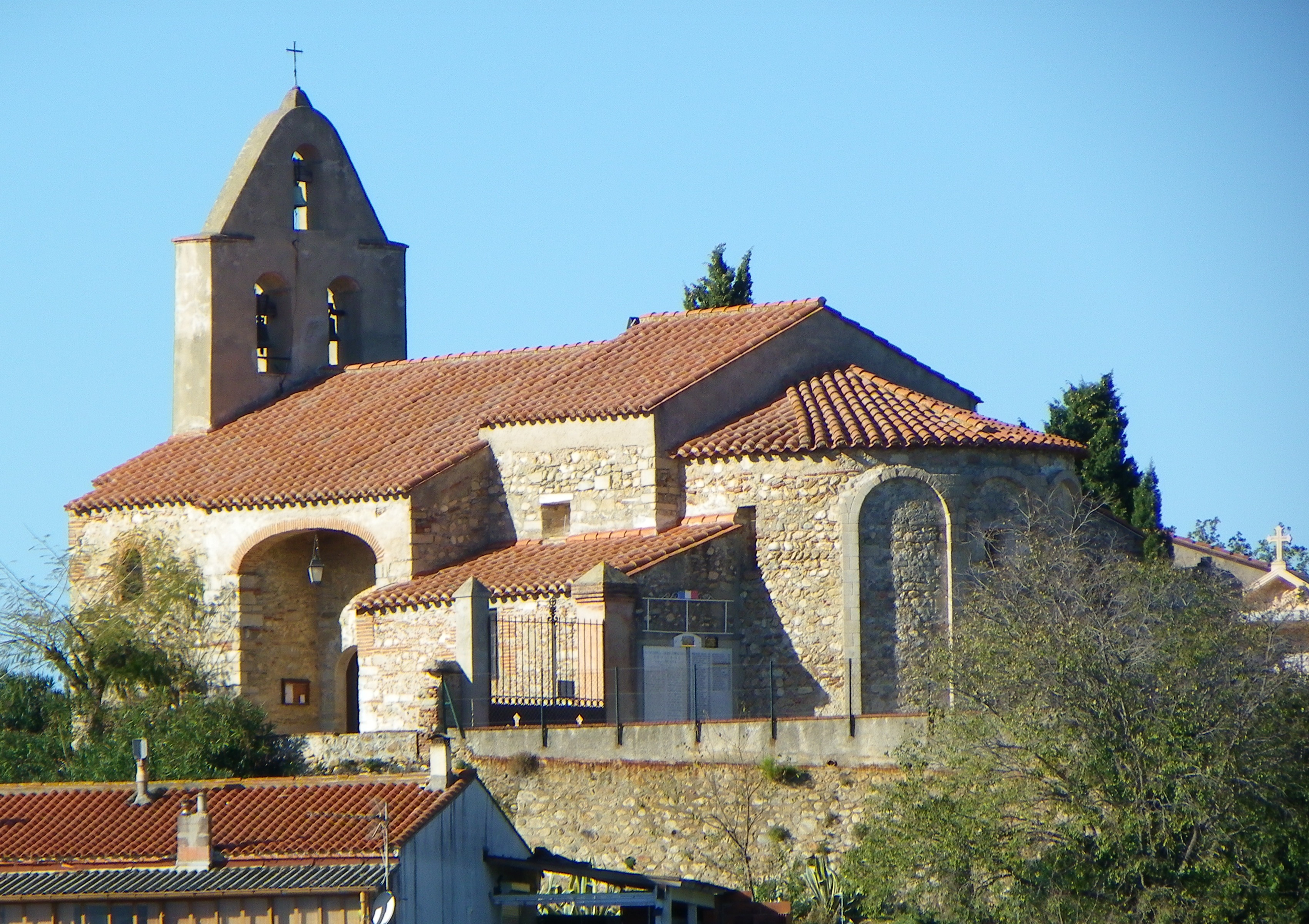
L'église paroissiale Sainte-Eugénie
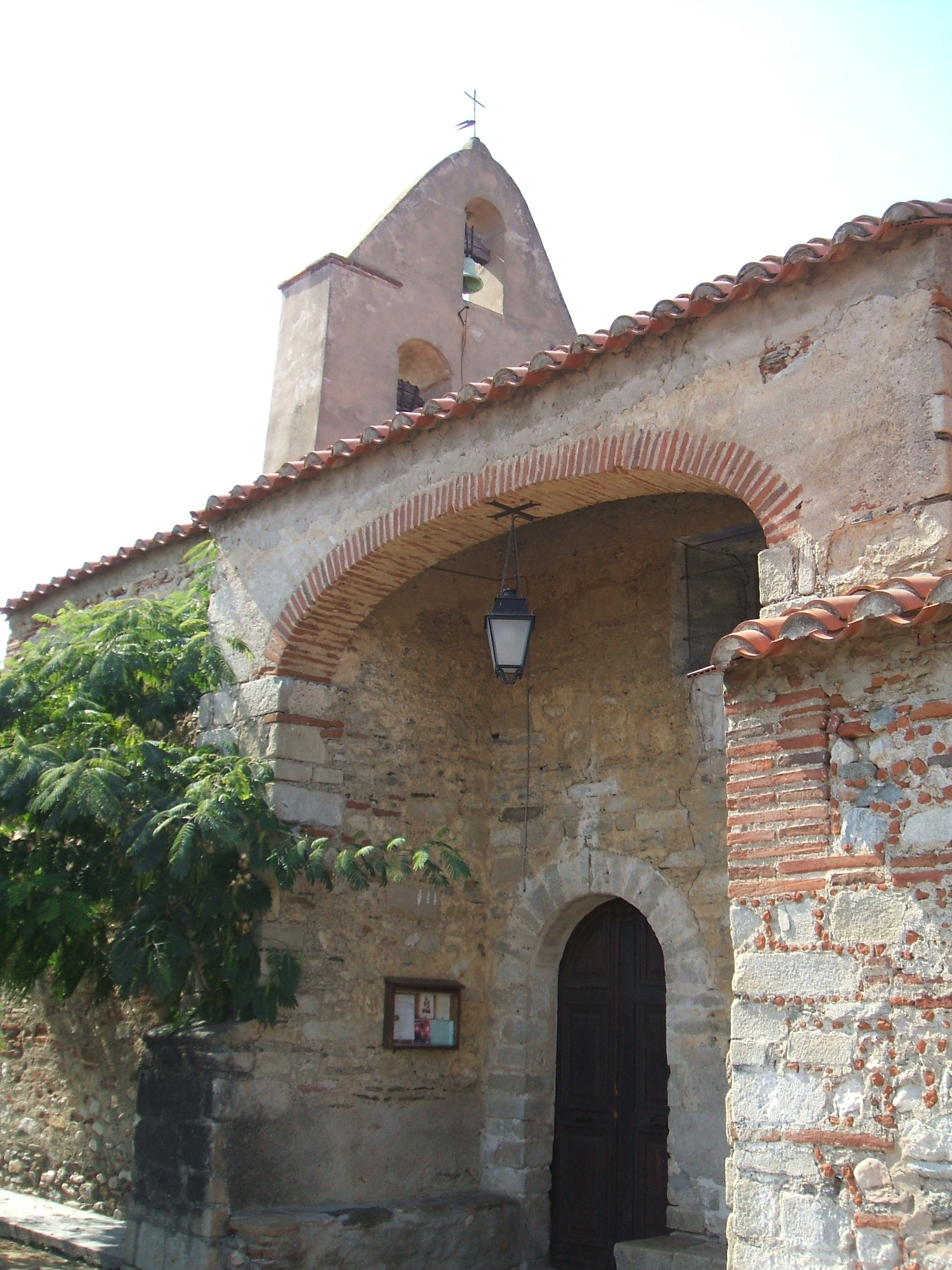
Porche
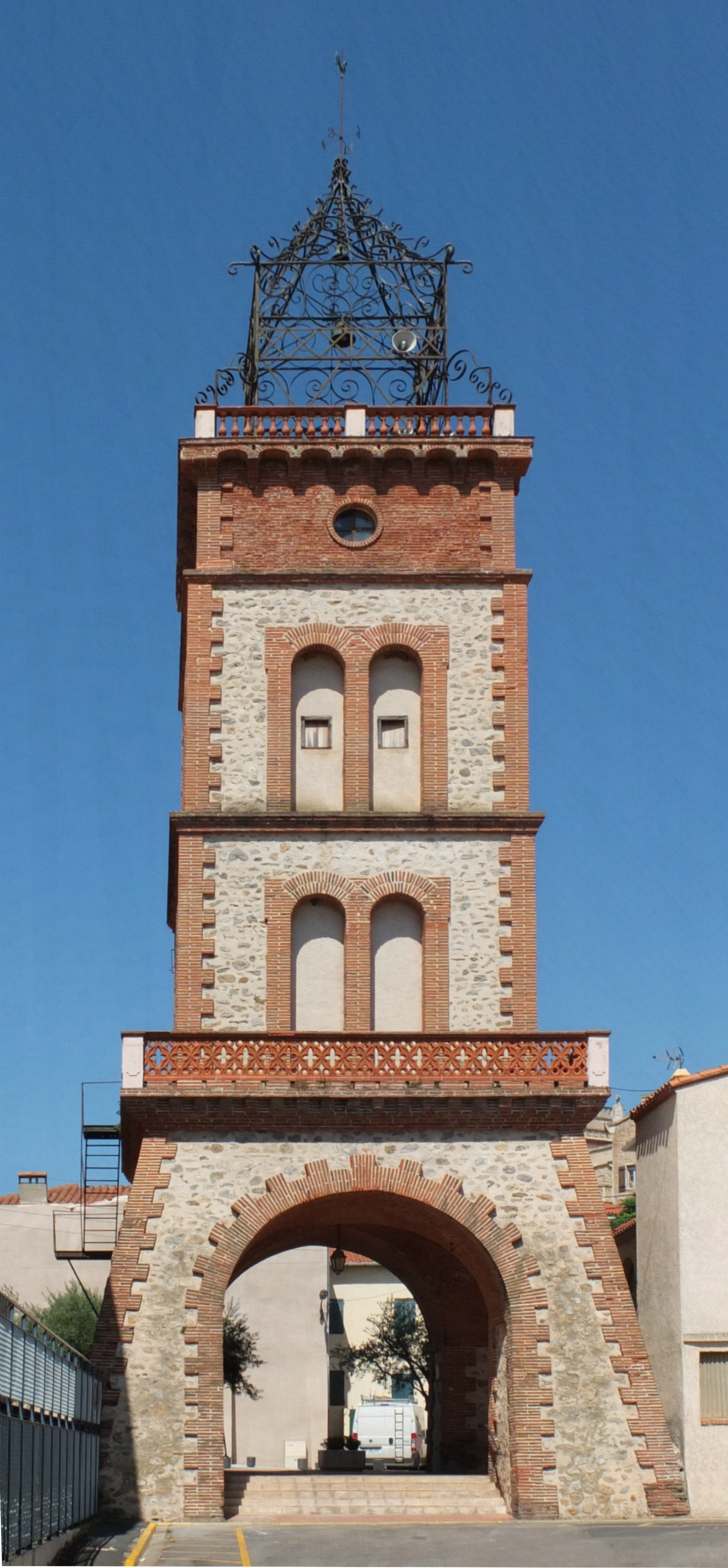
La Tour Eiffel, clocher (1898-1900)

- Le clocher civil, inspiré de la tour Eiffel, fut construit entre 1898 et 1900 et reste l'emblème du village.

### Héraldique
| Blason de Ortaffa | Blason  | Fascé d'or et de sable la 1ère fasce chargée de trois losanges du même. |
| Blason de Ortaffa | Détails | Armes adoptées par la famille seigneuriale d'Ortaffa.                   |

Ces armes adoptées par la famille d'Ortaffa sont celles combinées des familles d'Oms et Perapertusa précédemment et successivement seigneurs du fief.

Fascé d'or et de sable. Armes des seigneurs de Montescot de la famille d'Oms.
D'or au chef du même chargé de trois losanges de sable. Armes des vicomtes de Joc, de la famille de Perapertusa.

Les trois fasces de sable tout comme les trois losanges symbolisent les trois rois Maures vaincus par Arnald de Ulmis, revendiqué par chacune des familles comme leur ancêtre, lors de la bataille des Cluses à la fin du VIIIe siècle.